# José de la Trinidad Francisco Cabañas Fiallos

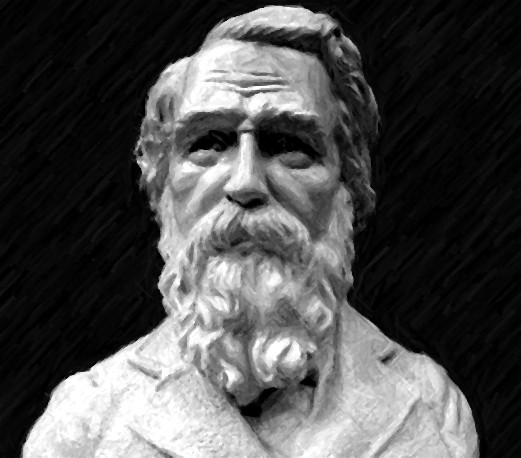
José de la Trinidad Francisco Cabañas Fiallos

José de la Trinidad Francisco Cabañas Fiallos (* 9. Juni 1805 in Comayagua, Honduras; † 8. Januar 1871 ebenda) war vom 1. März 1852 bis 18. Oktober 1855 Staatschef (Supremo Director) von Honduras.

## Leben

### Frühe Laufbahn
Seine Eltern waren Juana Fiallos und José María Cabañas Rivera. Er erhielt eine Ausbildung am Colegio Tridentino in Comayagua und heiratete Petronila Barrios, eine Schwester von Gerardo Barrios. Er gehörte dem Partido Liberal an. 1827 trat er der Armee der República Federal de Centroamérica unter José Francisco Morazán Quezada bei, dessen Stellvertreter er wurde. Am 11. November 1828 nahm er an der Schlacht Batalla de La Trinidad teil. Am 6. April 1839 nahm er an der Schlacht von Espíritu Santo teil. Am 25. September 1839 folgte seine Teilnahme an der Schlacht Batalla de San Pedro Perulapán. Nachdem Morázan und der Partido Liberal beim Versuch, Guatemala-Stadt zu erobern, 1840 gescheitert und geschlagen waren, ging Cabañas nach Panama ins Exil. Später traf er sich mit Morazán in Costa Rica. Als Morazán am 15. September 1842 in San José füsiliert wurde, kommentierte Cabañas:

„No es posible a nosotros nos pueden fusilar, pero al general Morazán no... ese sería un crimen hacia Centroámerica...“

(dt. Es ist nicht möglich, dass sie uns füssilieren können, aber den General Morazán nein ... dies wäre ein Verbrechen gegen Zentralamerika ...)
Anschließend ging Cabañas nach El Salvador. Dort scheiterte er am 5. September 1844 mit Gerardo Barrios bei einem Putschversuch gegen Francisco Malespín und flüchtete nach Nicaragua, was einer der Auslöser für den Guerra de Malespín war. Mit Gerardo Barrios gelang ihm die Flucht aus dem belagerten León (Nicaragua) nach El Salvador. In El Salvador war er Mitarbeiter der Regierungen von Eugenio Aguilar (1846–1848) und Doroteo Vasconcelos (1848–1851).

### Präsidentschaft
Als Präsident rüstete er José María Vallé, Francisco Castellón Sanabria, Máximo Jerez Tellería, Mitglieder der nicaraguanischen Partido Democrático mit Waffen aus und ließ sie über die Isla del Tigre im Golf von Fonseca mit einem US-Dampfer mit Kapitän Gilbert Morton, nach El Realejo zurückkehren, wo sie 5. Mai 1854 ankamen und auf León marschierten. Der Supremo Director von Nicaragua, Fruto Chamorro Pérez flüchtete aus der Hochburg der Liberalen León nach Granada (Nicaragua) und wollte auch den Regierungssitz dorthin verlegen lassen.
Während seiner Präsidentschaft war Honduras Mitglied in der Representación Nacional de Centroamérica, zu deren Präsident er von der Konstituierungsversammlung in Tegucigalpa im Oktober 1852 durch Vertreter aus Honduras, El Salvador und Nicaragua gewählt wurde. Bei seinem Versuch, die zentralamerikanische Integration mit seinem liberalen Geist zu beleben kam Cabañas in Konflikt mit der konservativen
Regierung José Rafael Carrera Turcios in Guatemala. Eine Gruppe honduranischer Konservativer um José Santos Guardiola Bustillo wurde von José Rafael Carrera Turcios bewaffnet und stürzte Cabañas mit der Schlacht Batalla de Masaguara am 6. Oktober 1855. Er ging ins Exil nach El Salvador, wo er Regierungsminister bei seinem Schwager Gerardo Barrios wurde. In seinen letzten Lebensjahren kehrte Cabañas nach Comayagua zurück. 

## Ehrungen
In El Salvador ist das Departamento Cabañas nach ihm benannt.